# 9 Гидры
9 Гидры (лат. 9 Hydrae), HD 74137 — двойная звезда в созвездии Гидры на расстоянии приблизительно 205 световых лет (около 62,9 парсек) от Солнца.

## Характеристики
Первый компонент (WDS J08417-1557A) — жёлто-оранжевый гигант спектрального класса G9,5III, или K0IIIb, или K0. Видимая звёздная величина звезды — +4,87m. Масса — около 2,668 солнечной, радиус — около 9,718 солнечного, светимость — около 54,445 солнечной. Эффективная температура — около 4743 K.
Второй компонент (WDS J08417-1557B). Видимая звёздная величина звезды — +11,8m. Удалён на 25 угловых секунд.

## Планетная система
В 2019 году учёными, анализирующими данные проектов HIPPARCOS и Gaia, у звезды обнаружена планета HIP 42662 b.